# Луккези, Андреа
Андре́а Лукке́зи (итал. Andrea Lucchesi; 23 мая 1741, Мотта ди Ливенца, провинция Тревизо, Италия — 21 марта 1801, Бонн) — итальянский композитор и органист-виртуоз.

## Биография
Одиннадцатый ребёнок Пьетро Луккези и Катерины Готтарди. В 1757 приехал в Венецию, учился, среди других, у Джоаккино Кокки и Бальдассаре Галуппи, работал в Венеции и Падуе.
C 1771 года работал в Бонне, в 1774—1794 годах — придворный капельмейстер. Предполагаемый учитель молодого Бетховена. Среди учеников Луккези был Антонин Рейха, один из его клавесинных концертов исполнял Моцарт.

## Сочинения

### Оперы
- L’isola della fortuna, опера-буффа (1765)
- Il marito geloso, опера-буффа (1766)
- Le donne sempre donne, опера-буффа (1767)
- Il giocatore amoroso, опера-буффа (1769)
- Il matrimonio per astuzia, опера-буффа (1771)
- Ademira, опера-сериа (1784)
- L’amore e la misericordia guadagnano il gioco, опера-буффа (1794)

### Хоровые сочинения
- Oratorio Sacer trialogus (1768)
- Stabat Mater (ок. 1770)
- Miserere (ок. 1770)
- Requiem (1771)
- Oratorio Passione di N.S. Gesù Cristo, на текст Метастазио (1776)

### Сочинения для органа
- 12 Сонаты, известные как ‘Raccolta Donelli’ (1764)

### Другие сочинения
- 2 Sinfonie (1768)
- Sonata in fa ‘per il cimbalo’ (1771—1773)
- 6 Sonate 'per il cembalo con l’accompagnamento di un violino' Op.1 (1772)
- 3 Sinfonie op. 2 (1773)
- Concerto per cembalo (1773)
- Sonate facile per cembalo e violino (1796)